# Lhee
Lhee (52° 50′ N, 6° 24′ L) é uma cidade dos Países Baixos, na província de Drente. Lhee pertence ao município de Westerveld, e está situada a 13 km, a norte de Hoogeveen.
A área de Lhee, que também inclui as partes periféricas da cidade, bem como a zona rural circundante, tem uma população estimada em 340 habitantes.